# Euphyia carneoviridis
Euphyia carneoviridis là một loài bướm đêm trong họ Geometridae.